# Hydroporus limbatus
Hydroporus limbatus är en skalbaggsart som beskrevs av Aubé 1838. Hydroporus limbatus ingår i släktet Hydroporus och familjen dykare. Inga underarter finns listade i Catalogue of Life.